# Canon de 105 mle 1913 Schneider
Canon de 105 mle 1913 Schneider var en fransk artilleri piece, som blev anvendt under 1. Verdenskrig og 2. Verdenskrig af mange europæiske lande.

## Historie
I de første år af 1900'erne indledte den franske virksomhed Schneider et samarbejde med den russiske virksomhed Putilov. I dette samarbejde udvikledes en 107 mm kanon (M1910), som blev bestilt af den russiske hær og skulle fremstilles i Rusland (selv om den første serie blev fremstillet i Frankrig). Schneider besluttede derefter at lave en version, som var tilpasset den franske 105 mm granat og også tilbyde kanonen til den franske hær. I starten var den franske hær ikke interesseret i dette våben, da de allerede havde masser af 75 mm feltartilleri. Imidlertid købte den franske hær et mindre antal i 1913 under betegnelsen Canon de 105 mle 1913 Schneider. Den var også kendt under tjenestebetegnelsen L 13 S.
De lettere 75 mm kanoner var af begrænset nytte mod skyttegraven, så da først Vestfronten havde udviklet sig til skyttegravskrig bestilte den franske hær store mængder af L 13 S, som ved sin større 15.74 kg granat var mere effektiv mod befæstede stillinger og havde en rækkevidde på 12 km.
Efter afslutningen af 1. Verdenskrig solgte eller forærede Frankrig mange Schneider 105 mm kanoner til en række lande, heriblandt Belgien, Italien, Polen og Jugoslavien. I Italien blev 105 mm kanonen omdøbt til Cannone da 105/28 og var i brug indtil 1943. Kanoner blev også fremstillet på licens i Italien af Ansaldo. Polen anvendte også en ny model af Schneiders kanon med en delt støtte, som blev kaldt wz. 29. Begge var i tjeneste i begyndelsen af 2. verdenskrig i 1939.
Den tyske erobring af Polen, Belgien, Frankrig, and Jugoslavien under 2. verdenskrig, gav dem et stort antal erobrede 105 mm Schneider kanoner. 854 L 13 S'ere var i tjeneste i Frankrig, og et stort antal blev erobret. Mange af dem blev installeret i kystforsvaret i Atlantvolden.
Det lykkedes Finland at købe 12 af disse kanoner fra Frankrig under Vinterkrigen. De ombyggede også 6 russiske 107 mm Schnieders (fire fra 1910 og to fra 1913) til 105 mm. Hertil kom, at de købte 54 erobrede polske 105 mm wz. 29 Schneider kanoner fra Tyskland.

### Betegnelser
Da kanonen blev brugt i mange lande havde den mange officielle betegnelser.
- Canon de 105 mle 1913 Schneider - Fransk betegnelse
- 105 L - betegnelse fra den franske hær under 1. verdenskrig
- Den italienske betegnelse var Cannone da 105/28 modello 1913, ofte forkortet til Cannone da 105/28
- Armata 105 mm wz. 13 Schneider og Armata 105 mm wz. 29 Schneider var polske betegnelser for henholdsvis den oprindelige kanon og den moderniserede version
- Tyske betegnelser omfatter:
  - 10,5 cm K 331(f) om kanoner erobret fra Frankrig
  - 10,5 cm K 333(b) om kanoner erobret fra Belgien
  - 10,5 cm K 338(i) om kanoner erobret fra Italien
  - 10,5 cm K 338(j) om kanoner erobret fra Jugoslavien
  - 10,5 cm K 13(p) og 10.5 cm K 29(p) om kanoner erobret fra Polen
- 105 K/13, 105 K/10 og 105 K/29 var de finske betegnelser for kanonen. 105 K/13 var den oprindelige franske kanon, 105 K/10 var den russiske 107 mm kanon, som blev ændret til 105 mm, mens 105 K/29 var moderniserede polske Armata 105 mm wz. 29 Schneider kanoner. Disse var erobrede kanoner, som var blevet solgt til Finland af Tyskland.[4]

## Eksterne kilder
- Cannone da 105/28 Arkiveret 16. juli 2017 hos  Wayback Machine på Italian Army website
- Commando Supremo
- Flames of war
- Liste og billeder af overlevende 105 Mle 1913 Schneider guns